# Dobre miejsce

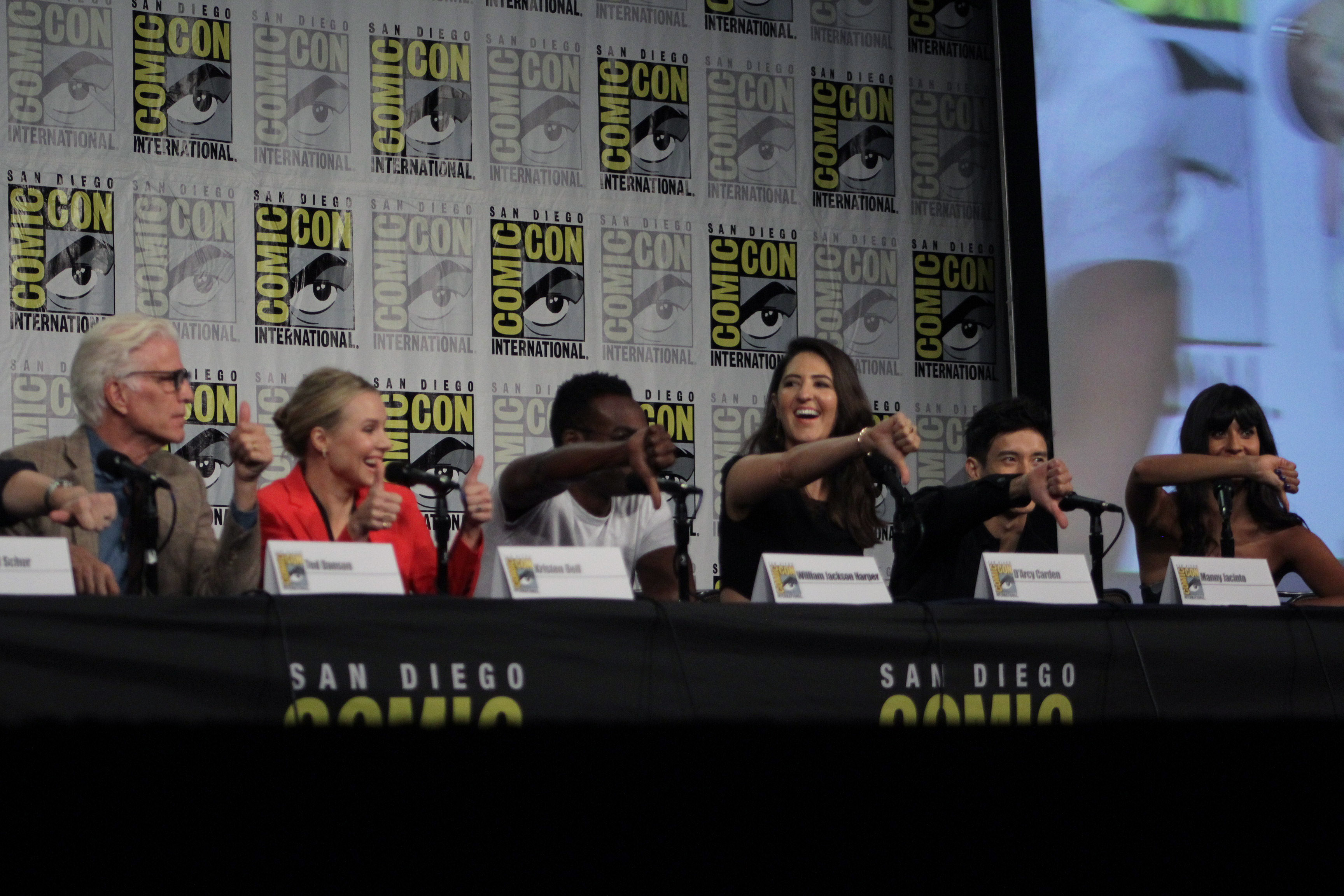
Obsada Dobrego miejsca: Ted Danson, Kristen Bell, William Jackson Harper, D’Arcy Carden, Manny Jacinto i Jameela Jamil

Dobre miejsce (ang. The Good Place) – amerykański serial komediowy emitowany od 19 września 2016 roku przez telewizję NBC. W Polsce został udostępniony w serwisie VOD Netflix – pierwszy sezon w całości 21 września 2017 roku, a kolejne odcinki były emitowane dzień po premierze amerykańskiej. 30 stycznia 2020 roku (31 stycznia w Polsce) premierę miał ostatni odcinek serialu.

## Fabuła
Eleanor Shellstrop umiera, a w zaświatach wita ją Michael, który twierdzi, że jako jedna najszlachetniejszych osób, trafiła ona do „Dobrego Miejsca”, materialnego raju. Kobieta stwierdza, że doszło do pomyłki – jej życie wyglądało zupełnie inaczej, niż to przedstawił architekt Dobrego Miejsca, a ona wcale nie była szczególnie dobrą osobą. Chcąc zasłużyć na miejsce w raju, prosi obecnego tam Chidiego, wykładowcę filozofii i etyki, aby nauczył ją bycia dobrym człowiekiem. Stara się przy tym, by nikt nie odkrył jej sekretu. Wkrótce okazuje się jednak, że nie tylko ona, spośród nowych mieszkańców zaświatów, nie wyróżniała się dobrocią, a cała sytuacja ma drugie dno.

## Obsada

### Główna
- Kristen Bell jako Eleanor Shellstrop[3]
- William Jackson Harper jako Chidi Anagonye[4]
- Ted Danson jako Michael[3]
- Jameela Jamil jako Tahani Al-Jamil[5]
- Manny Jacinto jako Jason Mendoza[6]
- D’Arcy Carden jako Janet[7]

### Role powracające
- Marc Evan Jackson jako Shawn[8]
- Maribeth Monroe jako Mindy St. Claire[9]
- Maya Rudolph jako Sędzia[10]
- Tiya Sircar jako Vicky
- Adam Scott jako Trevor[11]
- Jama Williamson jako Val
- Kirby Howell-Baptiste jako Simone
- Eugene Cordero jako Pillboi
- Rebecca Hazlewood jako Kamilah Al-Jamil
- Jason Mantzoukas jako Derek

## Odcinki
| Sezon | Sezon | Odcinki | Oryginalna emisja | Oryginalna emisja | Polska emisja Netflix | Polska emisja Netflix | Polska emisja Netflix |
| Sezon | Sezon | Odcinki | Premiera sezonu   | Finał sezonu      | Premiera sezonu       | Finał sezonu          |                       |
| ----- | ----- | ------- | ----------------- | ----------------- | --------------------- | --------------------- | --------------------- |
|       | 1     | 13      | 19 września 2016  | 19 stycznia 2017  | 21 września 2017      | 21 września 2017      |                       |
|       | 2     | 13      | 20 września 2017  | 1 lutego 2018     | 21 września 2017      | 2 lutego 2018         |                       |
|       | 3     | 13      | 27 września 2018  | 24 stycznia 2019  | 28 września 2018      | 25 stycznia 2019      |                       |
|       | 4     | 14      | 26 września 2019  | 30 stycznia 2020  | 27 września 2019      | 31 stycznia 2020      |                       |

## Produkcja
13 sierpnia 2015 roku stacja NBC zamówiła 13-odcinkowy serial od twórcy Parks and Recreation, Mike’a Schura. Główną obsadę ogłoszono na początku 2016 roku. 13 stycznia ogłoszono, że główne role w serialu zagrają Kristen Bell i Ted Danson. Następnie informowano o zaangażowaniu: Williama Jacksona Harpera (11 lutego 2016), D’Arcy Carden (14 marca), Jameeli Jamil (20 marca) i Manny’ego Jacinto (27 marca).
15 maja 2016 NBC ogłosiło, że The Good Place będzie emitowany w sezonie telewizyjnym 2016/2017. Kolejne sezony stacja zamówiła: 30 stycznia 2017, 21 listopada 2017 i 5 grudnia 2018.

## Odbiór

### Reakcja krytyków
Serial spotkał się z dobrą reakcją krytyków. W agregatorze recenzji Rotten Tomatoes, ogólny wynik serialu wyniósł 97%, a w agregatorze Metacritic 82 punkty na sto. Z kolei w polskim agregatorze Mediakrytyk, serial ma dwie recenzje, obie pozytywne.